# 蓝甲虫
蓝甲虫（英語：Blue Beetle）是三位超级英雄的名字，他们自1939年至今出现在多个漫画公司的多本美国漫画书中。蓝甲虫最初由福克斯漫画创作，后来福克斯漫画把蓝甲虫的版权卖给了查尔顿漫画。1983年DC漫画购买了蓝甲虫的版权，故在出版史上DC漫画是蓝甲虫最终的版权拥有者。

## 出版史
最初版本的蓝甲虫丹·加勒特首次亮相于福克斯漫画的《神秘人漫画》#1（封面日期1939年八月），由查尔斯·尼古拉斯·沃耶特科夫斯基（英語：Charles Nicholas Wojtkoski）作画；然而大漫画数据库却唐突地认定威尔·埃斯纳为编剧。蓝甲虫的诞生：一名穿着特殊防弹服装的菜鸟警察吃了“维生素2X”的药物而获得了超能力，在邻居药剂师的协助下参与打击犯罪。蓝甲虫出現在漫畫和廣播系列後，儘管成為了黄金时代最受歡迎的英雄之一，但於1950年代時期卻陷入低迷。
50年代中期，福克斯漫畫歇業和銷售其版權，藍甲蟲轉到了查爾頓漫畫。1964年前，這間公司在黃金時代發行了零星的冒險故事。查爾頓試了三次使用角色的系列。最後還是換了新標題。

## 稱號使用者

### 丹·加勒特 Dan Garrett
丹·加勒特（英語：Dan Garrett）是第一代蓝甲虫，在最初的版本中主角吃了一种名为2X的维生素片化身为英雄，后来则变为从一只“圣甲虫”得到神奇力量。除了漫画书之外，早期蓝甲虫也出现在电台节目中。

### 泰德·科尔德 Ted Kord
第二代蓝甲虫由查尔顿漫画创作，后来查尔顿漫画公司被DC漫画公司兼并。作为初代蓝甲虫丹·加勒特的继任者，第二代蓝甲虫名为泰德·科尔德（英語：Ted Kord）。在无限地球上的危机事件期间，科尔德与其他查尔顿漫画角色一起跳入到DC漫画宇宙之中。第二代蓝甲虫后来有了自己作为主角的24期漫画。科尔德并没有任何超能力，但他会利用科技制造许多装备以帮助他打击犯罪。他后来成为了美国正义联盟的成员之一，再后来在DC漫画《无限危机》交叉中被杀。

### 海梅·雷耶斯 Jaime Reyes
第三代蓝甲虫由DC漫画创作，名为海梅·雷耶斯 (Jaime Reyes)。少年海梅·雷耶斯发现初代蓝甲虫的圣甲虫，圣甲虫可变型为海梅的战斗服或其他装备，这身战斗服可帮助海梅·雷耶斯打击犯罪并进行空间旅行。多年后，雷耶斯成为少年泰坦的一份子，作为主角出现在两份蓝甲虫系列期刊中。在DC漫画的新52計畫中，海梅·雷耶斯已成为主要的蓝甲虫角色，而极少提到过去两个版本的蓝甲虫。

## 其他媒體
- 《少年正義聯盟》第二季。第三代藍甲蟲海梅·雷耶斯加入小隊。甲蟲為外星種族致遠族(The Reach)的外星科技，第一代藍甲蟲是考古學家發現甲蟲以為是古文明產物，第二代藍甲蟲是科學家發現這是一種外星科技，也曾加入小隊，光明會搶奪甲蟲科技的同時選擇犧牲自己，剛好雷耶斯經過撿到甲蟲成為第三代藍甲蟲。但四千年前甲蟲來到地球時，被古文明魔法封印造成致遠族無法控制藍甲蟲。
- 《閃電俠》第六季。曾被反派血魔提及泰德·科爾德。

### 腳註
1. ↑  Wojtkoski's family has supplied the online comics encyclopedia "The Lambiek Comiclopedia" with documentation to support the overall Wojtkoski credit. Another artist, Charles Nicholas Cuidera, also drew Blue Beetle stories later, and has claimed to have been the creator, but comics historians credit Wojtkoski.
  - Mougin, Lou (indexer). . Grand Comics Database.   [2007-06-22]. （原始内容存档于2012-10-29）.
  - . The Lambiek Comiclopedia.   [2010-09-17]. （原始内容存档于2012-10-14）.
2. ↑  . Don Markstein's Toonopedia.   [2010-09-13]. （原始内容存档于2012-04-15）.
3. ↑   洪佩奇. . 译林出版社. 2007年4月: 429.